# Vieille ville de Mequinenza
 (octobre 2019).
La vieille ville de Mequinenza (Pueblo Viejo de Mequinenza en espagnol, Poble Vell de Mequinensa en catalan) est une ville située en Aragon, dans la province de Saragosse, à proximité du confluent des rivières Ebro, Sègre et Cinca. 
La population est estimée à 3 500 habitants au début du XXe siècle. En 1936, il y avait 16 navires immatriculés à Mequinenza qui transportaient entre 18 et 30 tonnes de fret.

## Histoire
Les origines de la population semblent remonter à l'ère musulmane avec l’arrivée de la tribu berbère des Miknasa qui fonda ici une colonie et une tour de défense. Le nom de lieu de la population vient du nom de la tribu berbère. Certains historiens ont estimé qu'il pourrait aussi s'agir de l'oppidum romain d'Octogesa, que Jules César a placé dans son ouvrage Commentaires sur la Guerre civile[réf. souhaitée].

## Description
La ville s'est installée à flanc de colline le long de la rive de l'Èbre et au pied du château. Il y avait deux places principales : la Plaza de Armas et la Plaza del Ayuntamiento.